# Augustine Mulenga
Augustine Kabaso Mulenga (Lusaka, 17 gennaio 1990) è un calciatore zambiano, attaccante dell'AmaZulu.

## Palmarès

### Club

#### Competizioni nazionali
- Campionato zambiano: 1

Zanaco: 2016